# 梅菲爾德鎮區 (內布拉斯加州霍爾縣)
梅菲爾德鎮區（英語：Mayfield Township）是位於美國內布拉斯加州霍爾縣的一個行政鎮區。

## 地方資料
梅菲爾德鎮區的面積為92.20平方千米，皆為陸地。根據2020年美國人口普查的數據，當地共有人口716人，而人口密度為每平方千米7.77人。